# DynamoDB
DynamoDB — система управления базами данных класса NoSQL в формате «ключ — значение», предлагаемая Amazon.com как часть пакета Amazon Web Services.
Поставляется только как платформенная служба из публичного облака Amazon. Отличается среди служб Amazon тем, что позволяет подписчикам оплачивать требуемую производительность (throughput), а не потребляемую ёмкость хранения (storage). DynamoDB автоматически распределяет данные и трафик в подходящем числе серверов, использующих твердотельные накопители, предоставляя заданную производительность. Может быть интегрирована с Hadoop средствами сервиса Elastic MapReduce.
Выпущена 18 января 2012 года в развитие ранней NoSQL-системы SimpleDB. В марте 2012 года Amazon запустила DynamoDB в собственных дата-центрах на территории Европейского Союза, благодаря чему европейские подписчики получили возможность соблюдать регуляторные ограничения по защите данных. В 2020 году реализована поддержка  PartiQL (универсального SQL-подобного языка запросов для систем баз данных AWS).